# (33073) 1997 WU16
1997 WU16 (asteroide 33073) é um asteroide da cintura principal. Possui uma excentricidade de 0.31183210 e uma inclinação de 9.77626º.
Este asteroide foi descoberto no dia 28 de novembro de 1997 por NEAT em Haleakala.